# Herbert A. Mitschke
Herbert A. Mitschke (* 8. März 1954 in Aue in Sachsen) ist ein deutscher Musiker,  Komponist, Autor und Maler.

## Leben
Herbert A. Mitschke besuchte bereits mit neun Jahren als Leistungsturner eine Kinder- und Jugendsportschule. Er gehörte zum DDR-Olympiakader für die Olympischen Spiele in München 1972. Verletzungsbedingt musste er den Sport beenden. Von 1970 bis 1973 erlernte er in Dresden den Beruf Vermessungsfacharbeiter mit Abitur. In dieser Zeit begann er intensiv Querflöte zu spielen und nahm Unterricht. Von 1972 bis 1981 gehörte Herbert A. Mitschke zusammen mit zwei seiner Brüder zur DDR-Rockgruppe SIT in Gera. 1978 erhielt SIT Profi-Status und Mitschke wurde offiziell Berufsmusiker. Es folgten erste Rundfunkproduktionen. In Live-Konzerten spielte die Band Coverversionen von Gentle Giant oder Genesis, aber auch eigene Songs mit Klassikadaptionen, beispielsweise von Antonio Vivaldi oder Rockmusik mit folkloristischen Einflüssen.
Von 1976 bis 1980 studierte Herbert A. Mitschke die Fächer Saxophon, Tonsatz und Dirigieren an der Hochschule für Musik Carl Maria von Weber Dresden und an der Hochschule für Musik Franz Liszt Weimar bei Michael Stolle. Ab 1980 betätigte er sich als freischaffender Komponist und Musiker und bekam zahlreiche Aufträge im Theater- und Figurentheaterbereich. Außerdem schrieb er Kammermusiken und elektro-akustische Stücke. 1985 erfolgte die Produktion von "Ernst!" Jandl-Collage im Elektronischen Studio der Akademie der Künste Berlin, Uraufführung im Juli 1985 beim Geraer Ferienkurs für zeitgenössische Musik. 
Herbert A. Mitschke war von 1983 bis 1988 Mitorganisator der Geraer Ferienkurse für zeitgenössische Musik und nahm an Kursen von Lothar Voigtländer und Georg Katzer teil. Weitere Studien ab 1988 in Köln bei Klarenz Barlow (Computermusik) und bei Krzysztof Meyer (Komposition). 
Mitschke schuf zahlreiche Schauspiel- und Figurentheatermusiken sowie erfolgreiche elektroakustische Kompositionen, die auf nationalen und internationalen Festivals in Frankreich (Bourges), bei den Berliner Musiktagen oder den Dresdner Musikfestspielen aufgeführt wurden. 1983 wurde die Figurentheaterinszenierung „Kaspariade“ in Gera unter der Regie von Ingrid Fischer und mit den Liedtexten von Martin Morgner uraufgeführt. Die Inszenierung wurde mehrfach preisgekrönt und vom Publikum gefeiert, während sie von der Staatssicherheit aktiv behindert und beobachtet wurde. Mitschke bekam 1984 einen Preis für die Musik und musikalische Mitwirkung bei der "Kaspariade" vom DDR-Kulturministerium. Parallel zur Anerkennung durch die Kulturfunktionäre stand Mitschke seit dieser Zeit unter Beobachtung durch das Ministerium für Staatssicherheit und wurde mit verschiedenen Auftrittsverboten belegt. 1984 heiratete er Ulrike Mitschke. Mit ihr folgte eine intensive Zusammenarbeit bei Theater- und Musikprojekten, die bis heute – trotz Scheidung 1995 – anhält.
Im August 1988 gelang Mitschke die illegale Ausreise nach Westdeutschland, wo er ein halbes Jahr in Solingen und danach in Köln wohnte. Im November 1988 wurde seine Kinderoper Vom Igel, der keiner sein sollte (Libretto: Martin Morgner) in seiner Abwesenheit mit dem Kunstpreis des Bezirkes Gera ausgezeichnet. Ein Fahndungsersuchen des Geraer Amtsgerichts vom Oktober (!) 1988 fand sich in den Stasiunterlagen.
Seit 1990 arbeitet Herbert A. Mitschke mit dem vom Theaterregisseur und Dramatiker Kostas Papakostopoulos im selben Jahr gegründeten Deutsch Griechischen Theater (DGT) in Köln zusammen. Hier zeichnet er für Komposition und Musikproduktion verantwortlich. Er schrieb über 30 Schauspielmusiken zu Stücken von Sophokles, Aristophanes, Aischylos, Heiner Müller u. a. Mehrere Gastspiele führten das DGT nach Athen, z. B. mit Europa (nach Lars von Trier) in die Griechische Nationaloper 2021 oder mit Antigone (nach Lars von Trier) in die  (2016). Daselbst wirkte Mitschke am Flügel mit. Seit 1989 war Mitschke Mitglied im Feedback-Komponistenverlag Köln unter Leitung von Johannes Fritsch. Nach dessen Tod 2010 wurden die bei Feedback verlegten Werke von Herbert A. Mitschke an das Archiv der Akademie der Künste Berlin übergeben.
Mitte der 1990er Jahre gründete Mitschke die Firma Studio Hermit für Musik- und Multimediaproduktionen und schrieb zwei Bücher über professionelle Webentwicklung mit Adobe Flash. 1996 heiratete er Helga Trompertz geb. Padberg. Im Jahr 2000 gründete er als Gesellschafter und Mitgeschäftsführer die B.ITMAP Digital Services GmbH, die er 2006 verließ. Im selben Jahr erfolgte die Gründung von HERMIT Media für multimediale Projekte und Entwicklungen sowie für Komposition, Musikproduktion und Malerei. 
2008 wirkte Herbert A. Mitschke bei „Leben? oder Theater!“, dem Charlotte-Salomon-Projekt von Andreas Schäfer in Solingen und Wuppertal mit. Ab 2010 fanden Gastspiele mit „Leben? oder Theater!“ in Tel Aviv, Wien, Berlin und Sanary-sur-Mer statt. 2016 erfolgte die Uraufführung von Kumpeltod, Mitschkes Auseinandersetzung mit seiner DDR-Vergangenheit und der seiner Familie mit Gastspielen in Köln, Solingen, Gera und Monheim.
2019 wurde Herbert A. Mitschkes sprachlich-musikalische Inszenierung von Else meets Ernst! (mit Gedichten von Else Lasker-Schüler und Ernst Jandl) mit Marvin Dillmann (Didgeridoo) im Kunstmuseum Solingen, dem Zentrum für verfolgte Künste, uraufgeführt. Im selben Haus erfolgte am 15. Mai 2023 die Uraufführung von Mitschkes GRENZGANG Rote Linien mit Nina Hoger als Rosa Luxemburg und Lisa Sophie Kusz als Else Lasker-Schüler. Musiker: Jura Wajda (p), Harald Eller (cb) und Herbert A. Mitschke (fl, sax, comp). GRENZGANG wurde gefördert von der Wuppertaler Else-Lasker-Schüler-Gesellschaft. Seit 2011 führt Mitschke eine Lebenspartnerschaft mit Sabine Rauchschwalbe. Er lebt und arbeitet in Köln.
Herbert A. Mitschke ist Mitglied der Kölner Gesellschaft für Neue Musik e.V. und der Else-Lasker-Schüler-Gesellschaft.

## Werke
- 1983 Kaspariade Uraufführung in Gera
- 1984 HickHack mit Steffi Wiesemeier – erfolgreiche Aufführungen bis zum Verbot durch Stasi/SED
- 1984 Kasper rettet einen Baum, Uraufführung geplant 1984, realisiert 1986, Theater Gera
- 1986 Vom Igel, der keiner mehr sein sollte, Puppenoper, Uraufführung in Gera
- 1986 Flügelschläge, Rockdrama, Uraufführung Dresden
- 1993 Mention für Vaterkomm beim Festival GrandPrix Internationaux de Bourges Frankreich
- 1998 Stimmen ohne Echo, Ballett, (im 60. Jahr nach der Reichspogromnacht) – Aufführungen in Köln, Augsburg, Solingen, Erkelenz.
- 1999 wegisweg.ddr, Ballett, (im 10. Jahr nach dem Mauerfall)
- 2001 Herr Novak und die Mausfrau, Musical mit Figuren, Uraufführung in Chemnitz
- 2011 Mein Herz schlägt wieder – Live-Hörspiel nach den Lebenserinnerungen des jüdischen Malers und Überlebenden des Holocoust Shalom Sechvi
- ab 1990 etwa zwanzig Schauspielmusiken zu Stücken von Sophokles, Aristophanes, Aischylos, Heiner Müller u. a. für das DGT